# The Crimson Circle
The Crimson Circle er en britisk stumfilm fra 1922 af George Ridgwell.

## Medvirkende
- Clifton Boyne som Derrick Yale
- Fred Groves som Parr
- Robert English som Felix Marl
- Lawford Davidson som Raphael Willings
- Rex Davis som Jack Beardmore
- Sidney Paxton som Harvey Froyant
- Harry J. Worth